# Ximanovsk
Ximanovsk - (rus) Шимановск - és una ciutat de l'óblast de l'Amur, a Rússia. Es troba a la vora del riu Bolxaia Piora, un afluent del Zeia, a 193 km al nord de Blagovésxensk, a 654 km al nord-oest de Khabàrovsk i a 5.499 km a l'est de Moscou.